# Batiste
Pour l’article ayant un titre homophone, voir Baptiste.
Ne doit pas être confondu avec Batista ou Baptista.

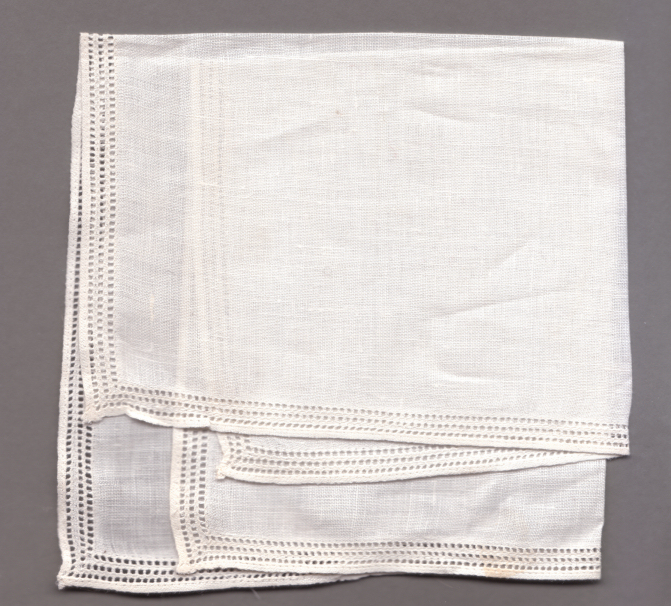
Un mouchoir de batiste.

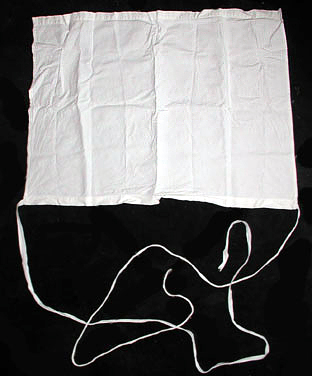
Amict de batiste. La liturgie catholique fait grand usage de ce tissu blanc, notamment pour le vêtement liturgique.

La batiste ou baptiste est une fine toile de lin ou de coton, très appréciée tout au long des siècles.

## Histoire
L'utilisation de la fibre de lin pour la fabrication de toile remonte en Europe du nord à l'époque néolithique : le tissage de la toile de lin est probablement antérieur à la conquête romaine dans le Cambrésis. Toutefois, c'est prétendument au début du XIIIe siècle qu'un tisserand appelé Baptiste Cambray, originaire du village de Cantaing-sur-Escaut près de Cambrai, aurait mis au point un procédé de tissage qui permettait de réaliser des toiles plus fine. On leur donna le nom de batiste et de Chambray (cambric en anglais). Cette version n'a cependant aucun fondement historique,,,.
Le succès des toiles du Cambrésis dépassa ses frontières. L'Italie et l'Espagne en étaient notamment de grands consommateurs. La toile s'exportait également vers la Flandre voisine et les Pays-Bas, l'Angleterre et la France. À la fin du XVIe siècle, le roi Henri IV autorisait annuellement l'entrée en France de 10 000 « toilettes de Cambray ». Le commerce du textile se développant, d'autres villes se mirent à produire de la batiste, telles Valenciennes, Douai, Saint-Quentin ou encore Bapaume.
La toile de batiste se vendait vers 1748 à 2 sous l'aune.
Les effets de la mode, l'apparition de nouveaux tissus, notamment le coton, puis la mécanisation entraînèrent une baisse de fabrication. Sous le premier Empire, 350 000 pièces de batiste étaient fabriquées en Cambrésis. À partir de la Restauration, la production ne cessa de diminuer et en 1844 moins de 90 000 pièces furent fabriquées. Dès la fin du XIXe siècle, la fabrication de la batiste en Cambrésis avait pratiquement disparu et la Première Guerre mondiale porta le coup de grâce à cette activité.

### Composition et structure
La batiste est une étoffe légère et fine, traditionnellement tissée à partir de lin ou de coton. Sa structure est caractérisée par un tissage toile très serré et régulier, lui conférant une texture douce et légèrement transparente. Grâce à la finesse de ses fils, elle est prisée pour la confection de vêtements délicats, de mouchoirs et de linge de maison raffiné.
À titre de comparaison, le chambray partage avec la batiste un tissage toile, mais il se distingue par l'utilisation de fils de couleurs différentes pour la chaîne et la trame, créant un effet légèrement chiné. De plus, le chambray est souvent plus épais et résistant, tandis que la batiste reste plus légère et fluide, idéale pour des usages nécessitant souplesse et délicatesse.

### Fabrication

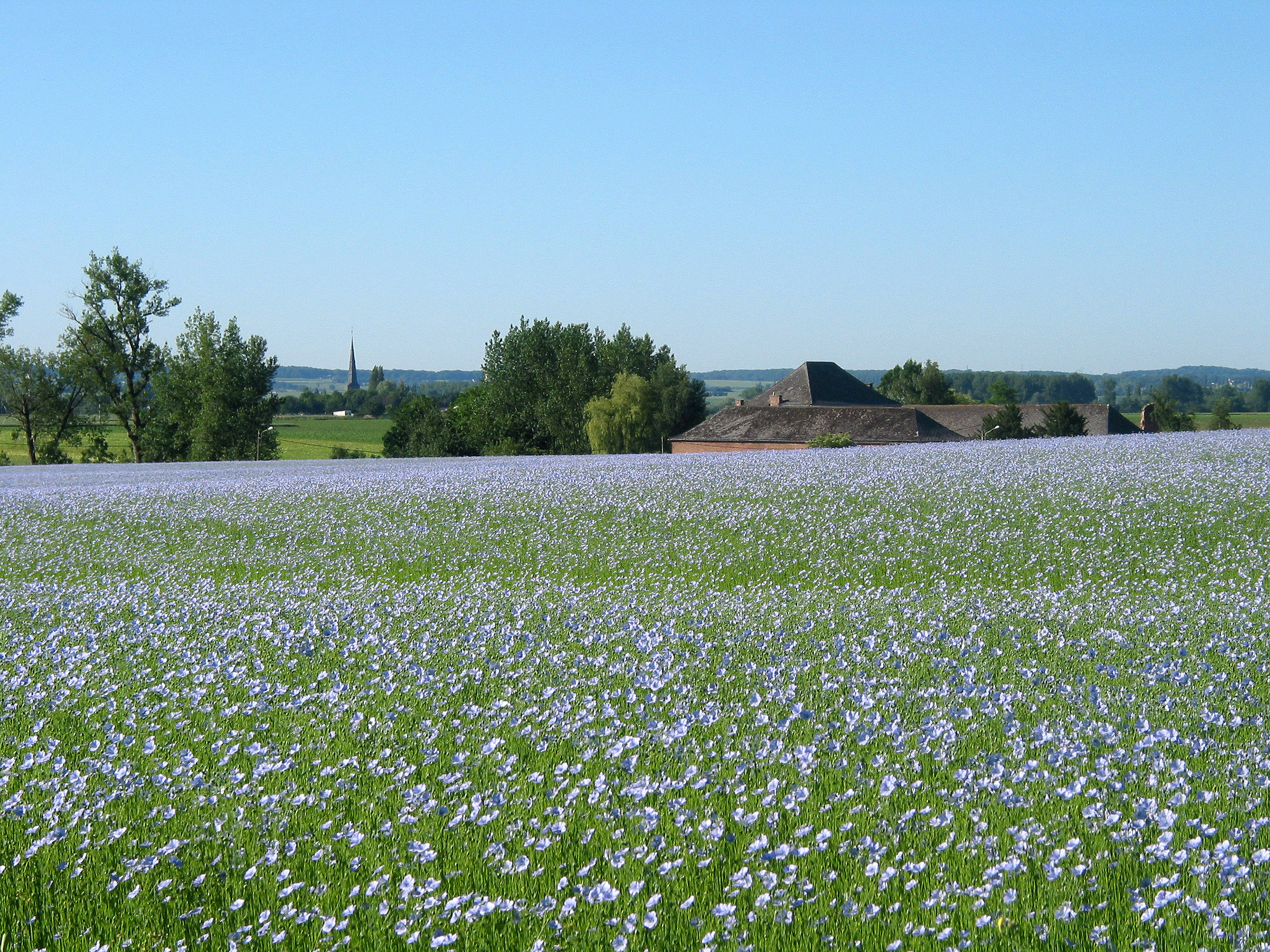
Champ de lin au printemps en Belgique

Le lin utilisé pour la fabrication était produit dans le Cambrésis et l'Ostrevent. Récolté en juillet, on le faisait tremper ou subir une macération au sol (rouissage) pendant plusieurs semaines de façon à en extraire les fibres destinées à la fabrication du fil.
Le filage était réputé pour sa perfection, garantie par les conditions particulières d'humidité et de température des caves où s'effectuait le tissage. Le Cambrésis occupa des milliers de tisserands, les mulquiniers. La corporation des mulquiniers représentait au Moyen Âge l'un des quatre principaux métiers de la ville de Cambrai.
Les ouvriers de la région appelaient cette toile le linon ou encore la toilette. On trouve ainsi de nombreux marchands de toilette au fil des registres paroissiaux de la région.

### Réglementation
Un règlement détaillé régissait la fabrication de la batiste et précisait comment les marchands de toilettes pouvaient les acheter, vendre et transporter.
Les dimensions règlementaires des pièces de batiste étaient vérifiées au début du XVIe siècle par deux échevins qui examinaient les toiles avant leur blanchissage. Selon une ordonnance royale de 1461, le métier ne devait pas dépasser 1,10 mètre en largeur, et la pièce 15 mètres en longueur.
Une fois terminée elle était blanchie : les blanchisseurs ne pouvaient traiter aucune toile non réglementaire.
La pièce était enfin pliée réglementairement par le ployeur officiel avant d'être vendue.

### Dans la culture
Cette toile est évoquée dans la chanson traditionnelle anglaise Scarborough Fair dans laquelle le personnage qui chante demande qu'on lui fasse une chemise en batiste, "cambric shirt".

### Bibliographie

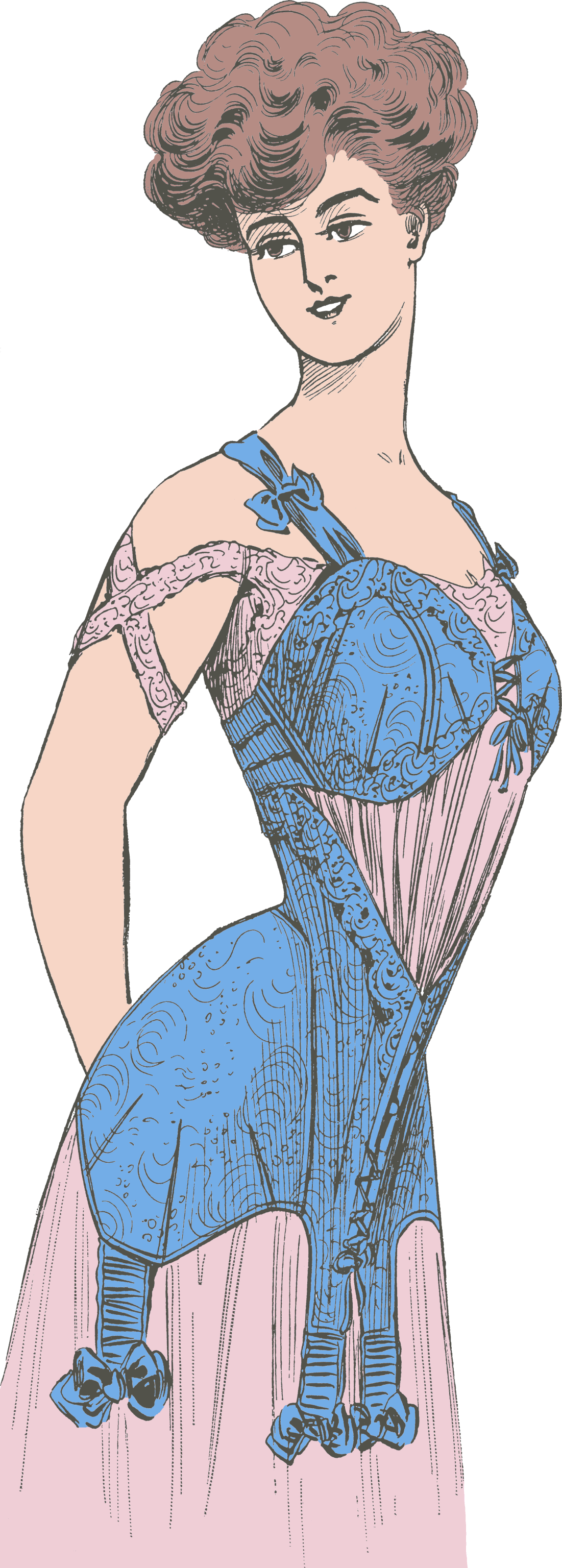
Corset et soutien-gorge en batiste broché bleu pâle (1906).